# جايلز الكسندر سميث
جايلز الكسندر سميث (بالإنجليزية: Giles Alexander Smith)‏ هو ضابط أمريكي، ولد في 29 سبتمبر 1829 في مقاطعة جيفيرسون في الولايات المتحدة، وتوفي في 8 نوفمبر 1876 في بلومنجتون في الولايات المتحدة.